# 中国共产党祁阳市委员会
中国共产党祁阳市委员会（简称中共祁阳市委）是中国共产党在湖南省永州市祁阳市的领导机关。

## 沿革
2021年1月20日，经国务院批准，民政部批复同意撤销祁阳县，设立县级祁阳市，同年5月17日，中国共产党祁阳市委员会成立。

### 反腐败工作
2017年3月28日，张常明涉嫌严重违纪，接受组织审查，同年5月19日遭到开除党籍开除公职（双开）处分，9月20日遭到逮捕。2018年7月20日，张常明受贿案由长沙市人民检察院向长沙市中级人民法院提起公诉。2019年3月20日，法院通报张常明“与多名女性发生不正当性关系，搞钱色交易、权色交易；2008年至2016年受贿520余万元”。
2021年6月15日，周新辉涉嫌“严重违纪违法”接受娄底市纪委监委纪律审查和监察调查。同年，周新辉遭到开除党籍、开除公职（双开）处分。2022年7月，娄底市中级人民法院一审公开开庭审理周新辉受贿、滥用职权一案，周新辉受贿数额2059多万。

## 职责
根据《中国共产党地方委员会工作条例》，中国共产党地方委员会主要实行政治、思想和组织领导，承担下列职能：
1. 对本地区重大问题作出决策。
2. 通过法定程序使党组织的主张成为地方性法规、地方政府规章或者其他政令。
3. 加强对本地区宣传思想文化工作的领导，牢牢掌握意识形态工作领导权、话语权。
4. 按照干部管理权限任免和管理干部，向地方国家机关、政协组织、人民团体、国有企事业单位等推荐重要干部。
5. 支持和保证人大、政府、政协、法院、检察院、人民团体等依法依章程独立负责、协调一致地开展工作，发挥这些组织中党组的领导核心作用。
6. 加强对本地区群团工作和统一战线工作的领导。
7. 动员、组织所属党组织和广大党员，团结带领群众实现党的目标任务。

## 历任书记
| 姓名   | 就任日期  | 卸任日期  | 备注   |
| ------ | --------- | --------- | ------ |
| 张常明 | 2010年6月 | 2014年2月 | [ 2 ]  |
| 魏湘江 | 2014年1月 | 2016年1月 | [ 9 ]  |
| 周新辉 | 2016年8月 | 2021年4月 | [ 10 ] |
| 蒋良铁 | 2021年4月 |           | [ 11 ] |